# Giens
Giens (Frans: Presqu'île de Giens) is een schiereiland en badplaats in de Franse Middellandse Zee, in het departement Var in de Provence-Alpes-Côte d'Azur regio. Het behoort tot de gemeente Hyères en grenst in het noorden aan het stadscentrum.

## Geografie
Het schiereiland is een langwerpig, heuvelachtig eiland op vier kilometer van de kust, dat verbonden is met het vasteland door middel van twee landstroken. De twee stroken, tombolo genaamd, zijn ontstaan door zandafzettingen van de rivieren Gapeau en Roubaud. Tussen de tombolo's ligt de Étang des Pesquiers waar zoutpannen werden aangelegd. Deze zijn sinds 1995 niet meer in gebruik, en vormen nu een moerasachtig gebied, met diverse flora en fauna, waaronder een kenmerkende kolonie flamingo's.
Op de oostelijke tombolo, aan de Route de Giens, ligt het plaatsje La Capte, dat zo breed is als de tombolo zelf, zo'n 200 meter. Het dorpje bestaat voornamelijk uit horecagelegenheden en vakantiehuizen. Op de westelijke tombolo loopt de weg Route du Sel.
De noordzijde van het schiereiland en de westelijke tombolo bestaat voornamelijk uit ondiep zandstrand, de zuidzijde bestaat vooral uit kliffen en baaitjes. Het hoogste punt ligt 118 meter boven zeeniveau. Het meest westelijke punt van Giens heet Pointe des Chevaliers; het meest oostelijke punt Cap de l'Esterel. Op de meest zuidelijke punt ligt het fort Tour Fondue. Aan de zuidzijde wordt een wandelroute onderhouden die de toegang tot verschillende baaien mogelijk maakt.
Ten zuidoosten, op zo'n 2 kilometer, ligt het eiland Porquerolles. Ten oosten daarvan ligt het eiland (en tevens nationaal park) Port-Cros, en daarnaast het eiland Levant. Deze maken onderdeel uit van de Îles d'Hyères, ook wel Îles d'Or genoemd.

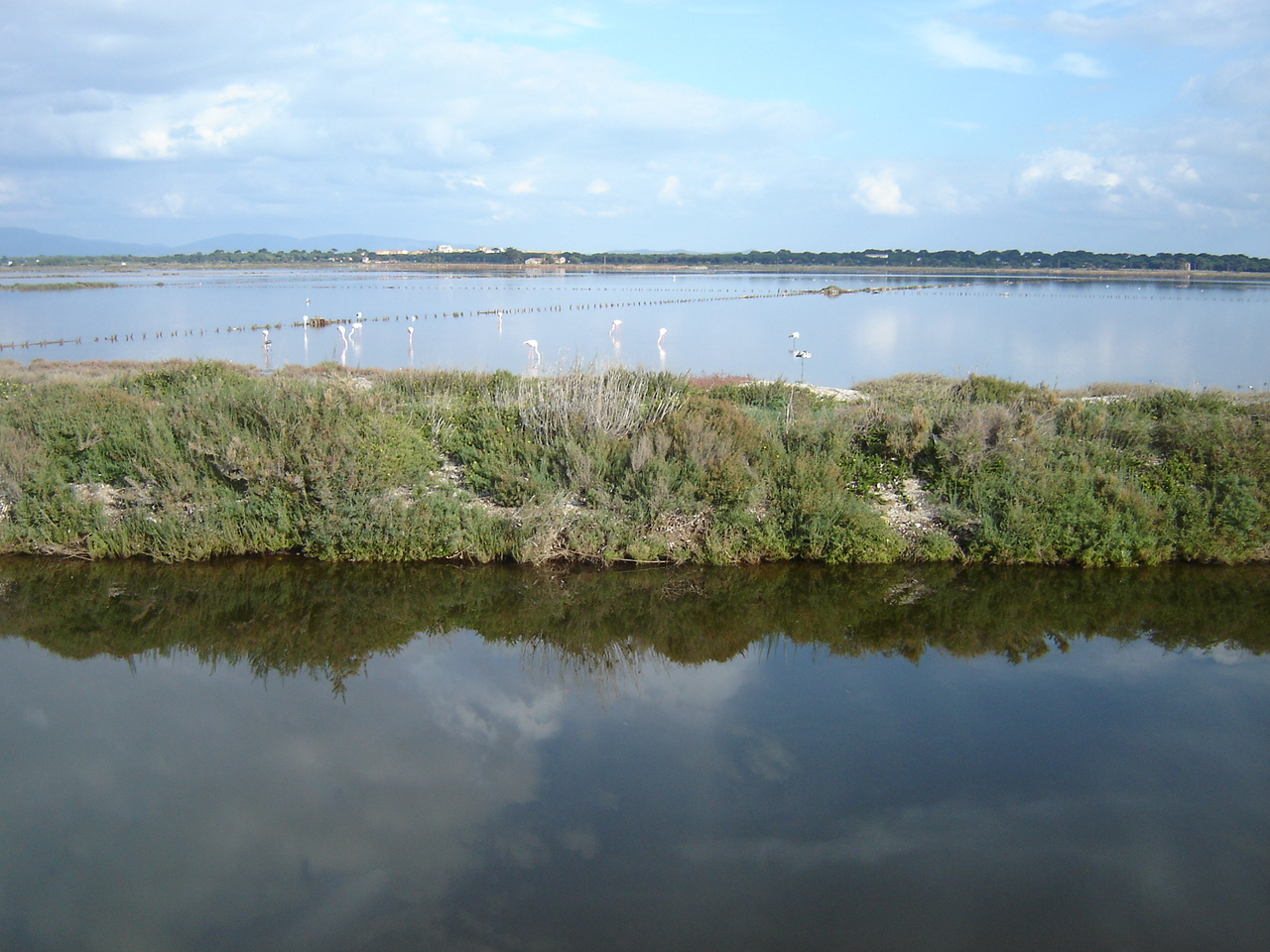
Vanaf de ene tombolo kijkend naar de andere (met flamingos)
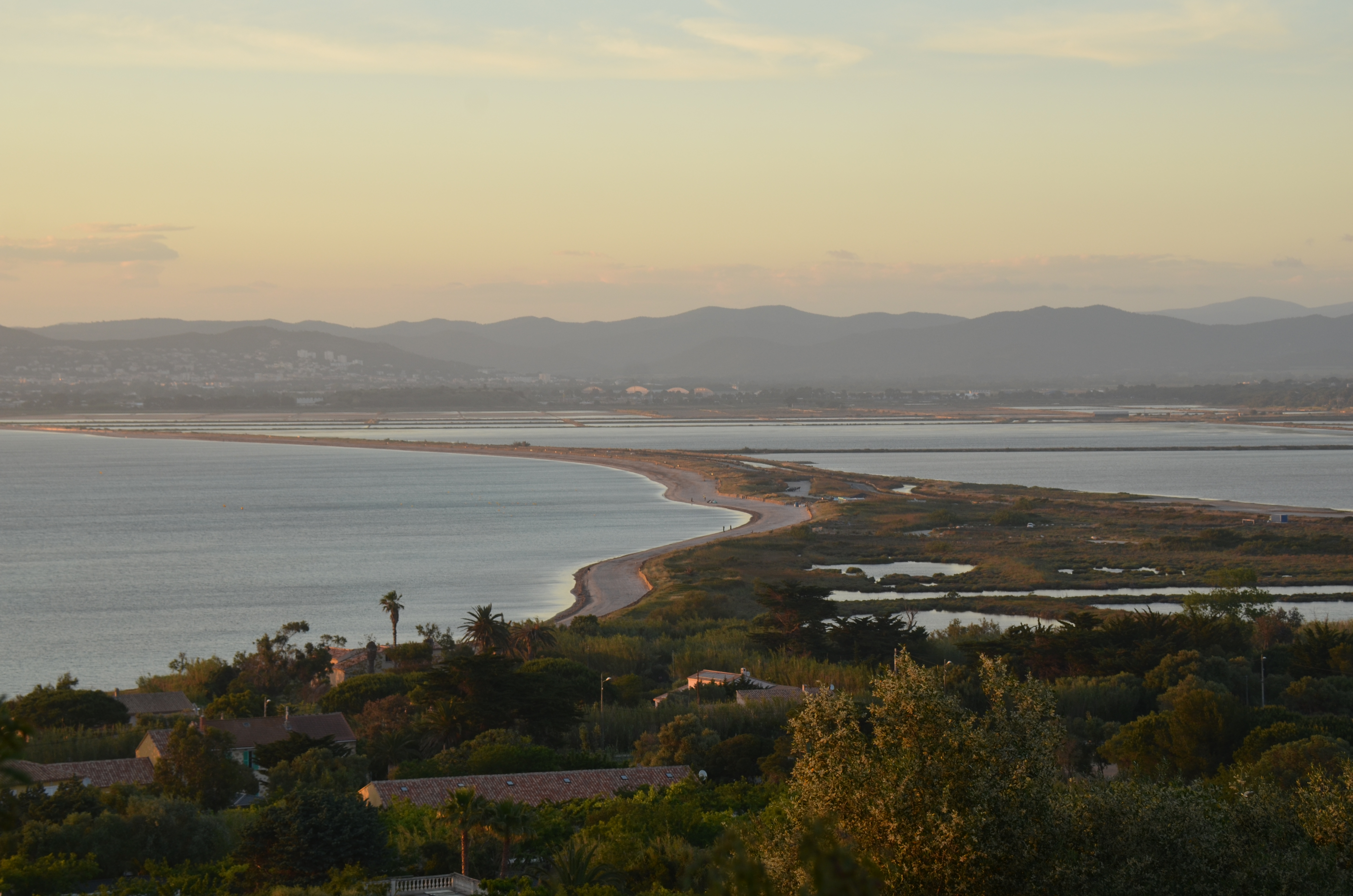
Panorama vanaf het eiland richting het noorden (de oostelijke tombolo met rechts daar van de oude zoutpan)
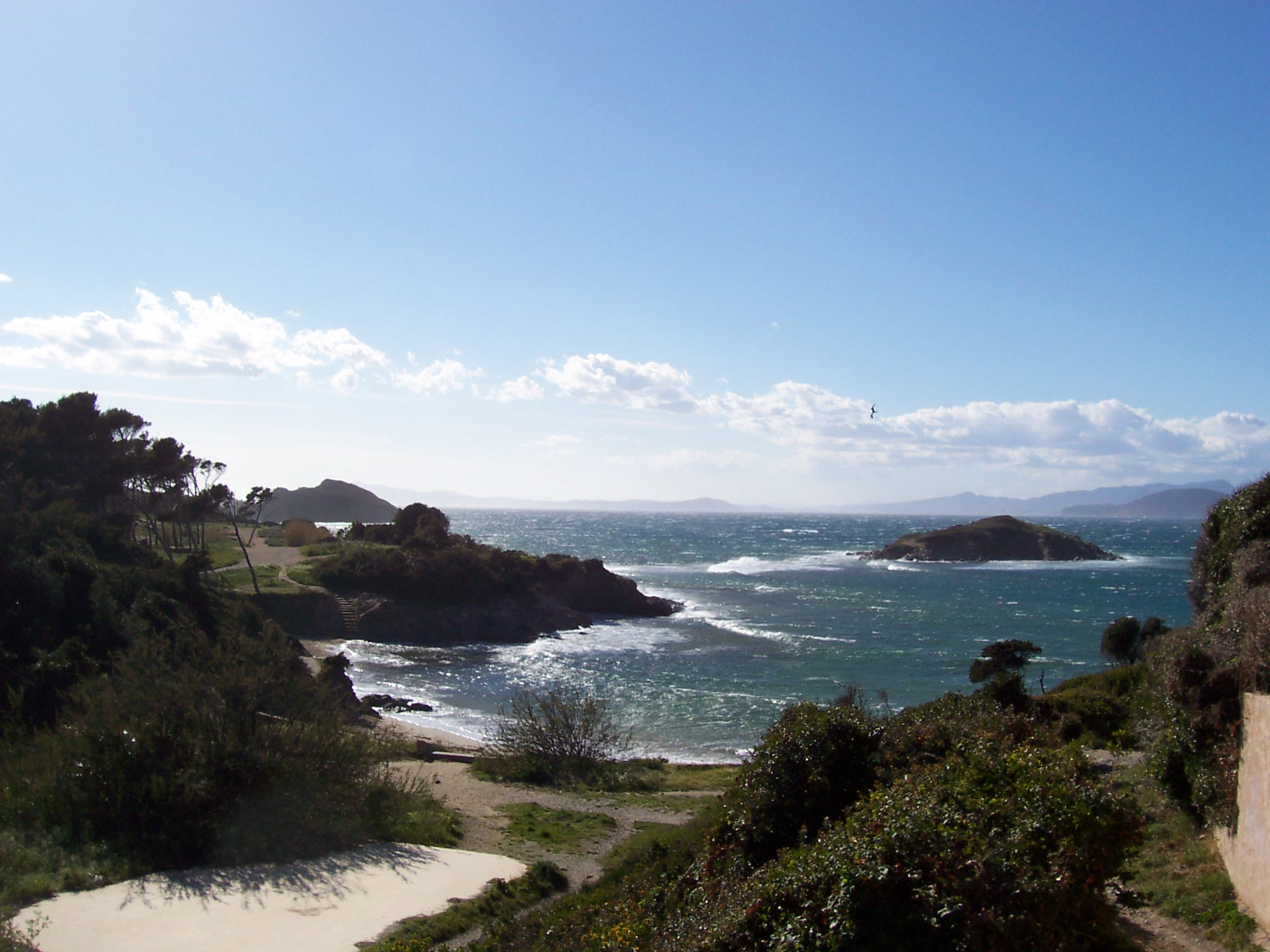
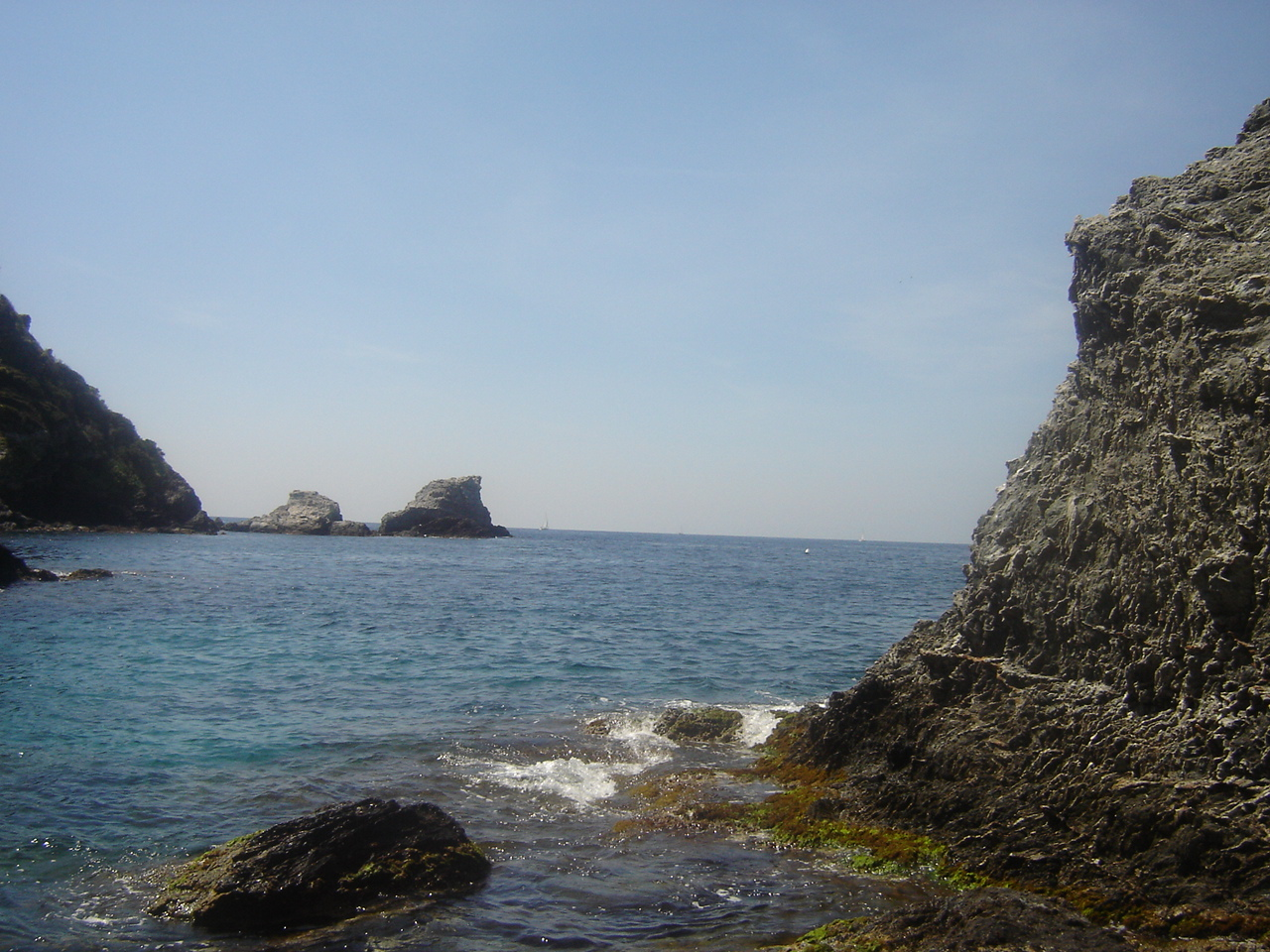
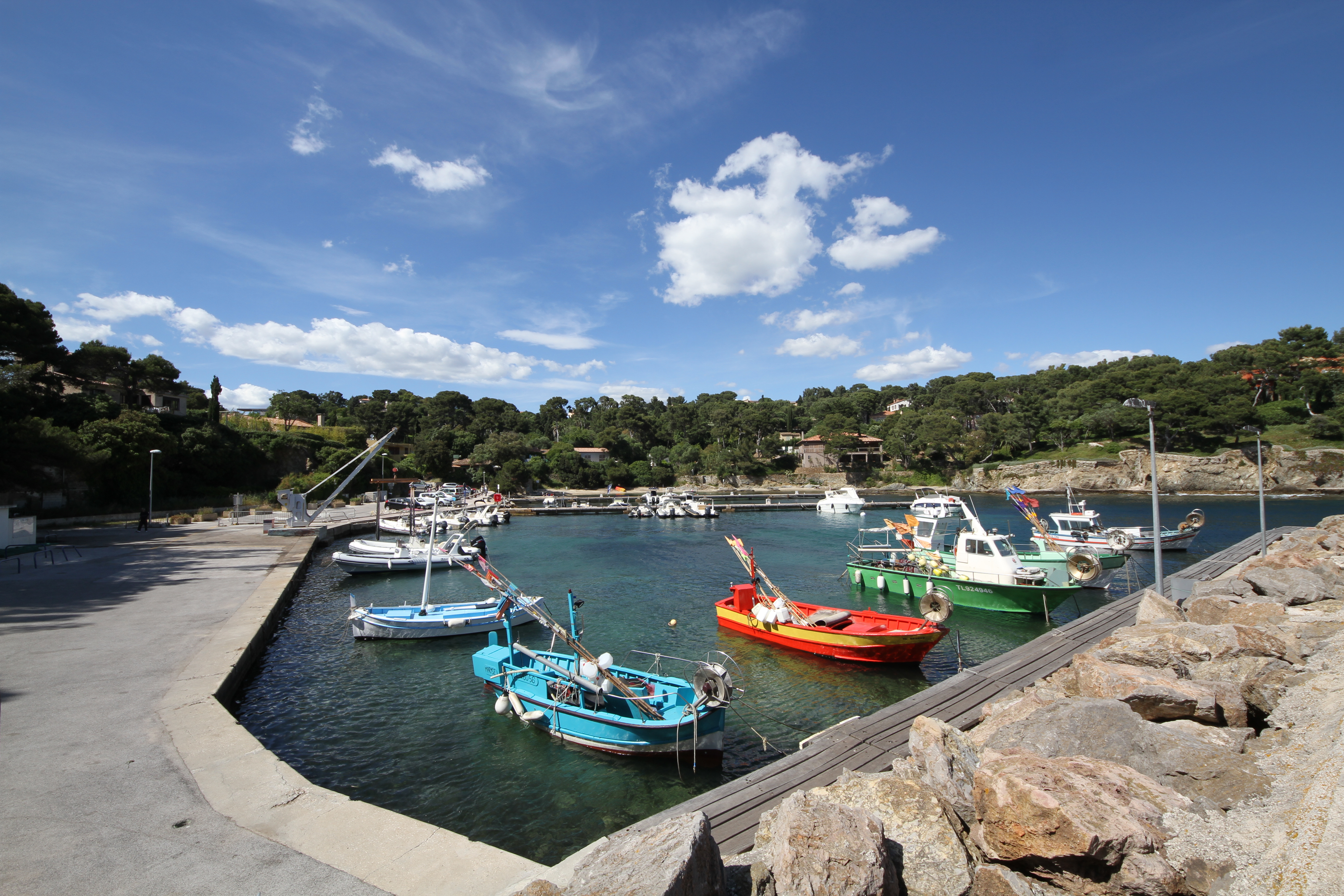
Haven van Niel
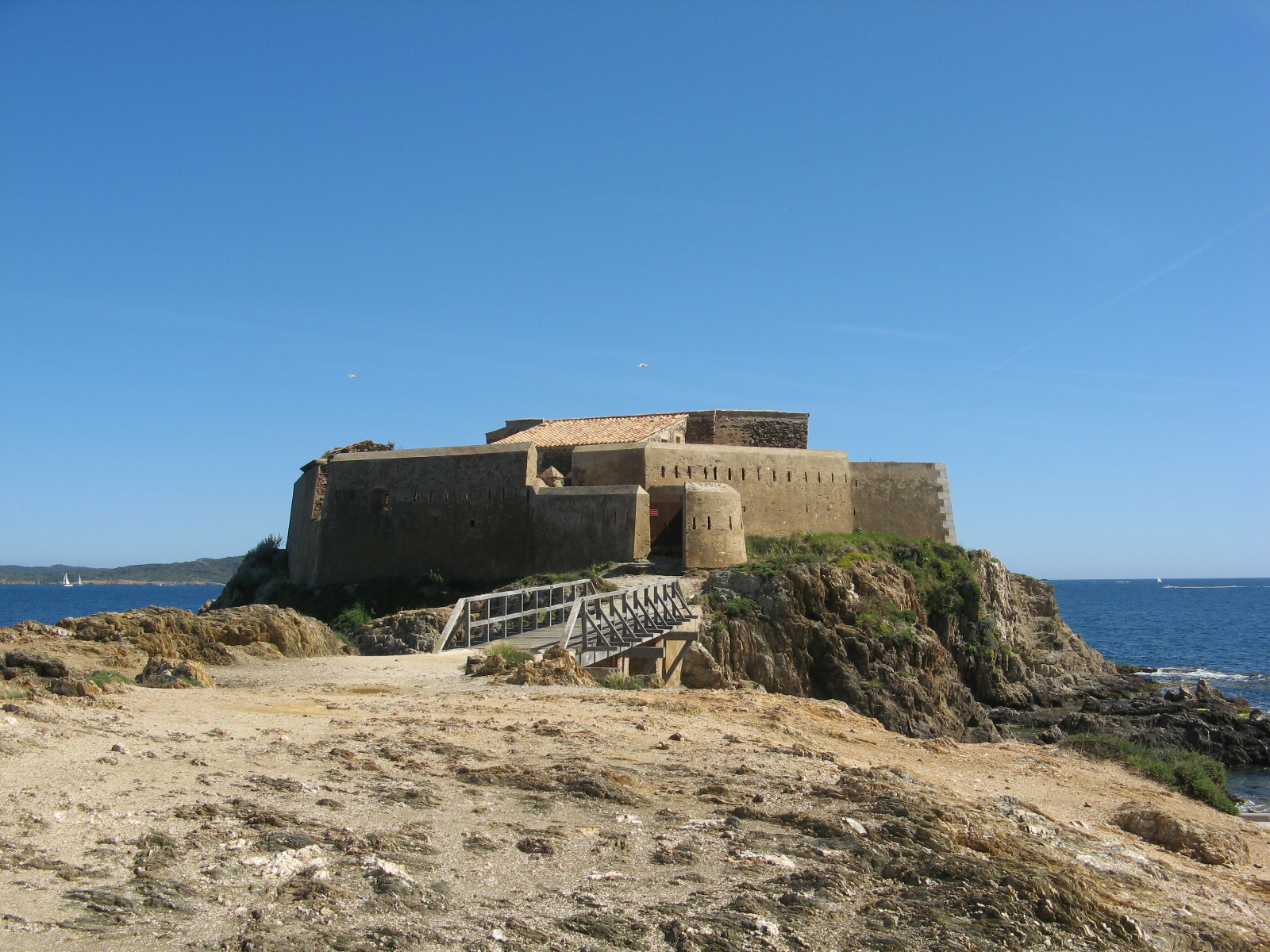
Tour Fondue

## Economie
Op het schiereiland zijn veel faciliteiten voor toerisme en watersporters. Zo zijn er verschillende campings en hotels, restaurants en cafés, maar ook duikscholen, bootverhuurders en surfscholen. Er zijn twee havens: Madrague in het noorden en Niel in het zuiden.
Er wordt ook aan landbouw gedaan, voornamelijk wijnbouw. De wijn geproduceerd op Giens mag volgens de Appellation d'Origine Contrôlée verkocht worden onder het label Côtes de Provence.